# Galini
Galini (gr. Γαληνη, tur. Ömerli) – wieś na Cyprze, w dystrykcie Nikozja.